# Cile ai XXII Giochi olimpici invernali
Il Cile ha partecipato ai XXII Giochi olimpici invernali, che si sono svolti dal 7 al 23 febbraio a Soči in Russia, con una delegazione composta da sei atleti.

## Freestyle

### Ski cross
| Gara                | Atleta            | Qualificazioni | Qualificazioni | Ottavi di finale | Quarti di finale | Semifinale      | Finale |
| Gara                | Atleta            | Tempo          | Posizione      | Ottavi di finale | Quarti di finale | Semifinale      | Finale |
| ------------------- | ----------------- | -------------- | -------------- | ---------------- | ---------------- | --------------- | ------ |
| Ski cross femminile | Stephanie Joffroy | DNF            | 28             | 2 Q              | DNF              | non qualificata | 16     |

### Slopestyle
| Gara                 | Atleta          | Qualificazioni | Qualificazioni | Qualificazioni | Qualificazioni | Finale          | Finale          | Finale          | Finale          |
| Gara                 | Atleta          | Manche 1       | Manche 2       | Migliore       | Posizione      | Manche 1        | Manche 2        | Migliore        | Posizione       |
| -------------------- | --------------- | -------------- | -------------- | -------------- | -------------- | --------------- | --------------- | --------------- | --------------- |
| Slopestyle femminile | Dominique Ohaco | 69.60          | 51.40          | 69.60          | 13             | non qualificata | non qualificata | non qualificata | non qualificata |

## Sci alpino

### Uomini
| Gara            | Atleta           | Manche 1 | Manche 1  | Manche 2 | Manche 2  | Totale  | Totale    |
| Gara            | Atleta           | Tempo    | Posizione | Tempo    | Posizione | Tempo   | Posizione |
| --------------- | ---------------- | -------- | --------- | -------- | --------- | ------- | --------- |
| Supercombiata   | Henrik von Appen | 1'58"49  | 40        | 1'00"42  | 30        | 2'58"91 | 32        |
| Slalom gigante  | Henrik von Appen | DNF      | DNF       | DNF      | DNF       | DNF     | DNF       |
| Slalom gigante  | Eugenio Claro    | DNF      | DNF       | DNF      | DNF       | DNF     | DNF       |
| Slalom speciale | Eugenio Claro    | 57"08    | 63        | DNF      | DNF       | DNF     | DNF       |
| Discesa libera  | Henrik von Appen | n/a      | n/a       | n/a      | n/a       | 2'13"16 | 41        |
| Supergigante    | Henrik von Appen | n/a      | n/a       | n/a      | n/a       | 1'21"88 | 32        |
| Supergigante    | Eugenio Claro    | n/a      | n/a       | n/a      | n/a       | 1'23"31 | 45        |

### Donne
| Gara            | Atleta          | Manche 1 | Manche 1  | Manche 2 | Manche 2  | Totale  | Totale    |
| Gara            | Atleta          | Tempo    | Posizione | Tempo    | Posizione | Tempo   | Posizione |
| --------------- | --------------- | -------- | --------- | -------- | --------- | ------- | --------- |
| Supercombinata  | Noelle Barahona | DNF      | DNF       | DNF      | DNF       | DNF     | DNF       |
| Discesa libera  | Noelle Barahona | n/a      | n/a       | n/a      | n/a       | 1'49"70 | 34        |
| Slalom gigante  | Noelle Barahona | 1'25"02  | 45        | 1'24"84  | 43        | 2'49"86 | 42        |
| Slalom speciale | Noelle Barahona | DNF      | DNF       | DNF      | DNF       | DNF     | DNF       |

## Sci di fondo
| Gara            | Atleta             | Qualificazioni | Qualificazioni | Quarti di finale | Quarti di finale | Semifinale      | Semifinale      | Finale          | Finale          |
| Gara            | Atleta             | Tempo          | Posizione      | Tempo            | Posizione        | Tempo           | Posizione       | Tempo           | Posizione       |
| --------------- | ------------------ | -------------- | -------------- | ---------------- | ---------------- | --------------- | --------------- | --------------- | --------------- |
| Sprint maschile | Yonathan Fernández | 4'58"63        | 84             | non qualificato  | non qualificato  | non qualificato | non qualificato | non qualificato | non qualificato |